# Прапори регіонів Італії
Прапор регіону Італії — офіційний символ, який має кожен регіон. 116 стаття Конституції Італії від 11 грудня 1947 закріплює поділ Республіки на 20 регіонів, що складаються з 15 регіонів і 5 автономних регіонів (в яких з яких компактно проживають мовні чи етнічні меншини).

## Список
| Прапор | Затверджений | Використання          | Опис |
| ------ | ------------ | --------------------- | --- |
|        | 1999 –       | Абруццо               | Прапор являє собою бордовий прямокутник, обшитих золотою бахромою. В центрі прапора розміщено герб Абруццо. |
|        | 2001 –       | Апулія                | Прапор складається з двох вертикальних ліній, зеленої (ліворуч) і червоної (праворуч), які розміщені на білому тлі. У центрі прапора розміщено герб Апулії. |
|        | 1973 –       | Базиліката            | Прапор темно-синього кольору з гербом Базилікати у центрі. |
|        | 1947 –       | Валле-д'Аоста         | Прапор складається з двох рівних вертикальних смуг (зліва чорна, справа червона), іноді з гербом Валле-д'Аоста в центрі. |
|        | 1999 –       | Венето                | Прапор області Венето походить від прапора Венеційської республіки. Основна прапора — у вигляді прямокутника, у якому розміщено лева Святого Марка з відкритим Євангелієм (з латинським девізом «Pax tibi Marce evangelista meus»). Справа розміщено сім рівнозначних смуг (сім провінцій регіону) з гербами столиць провінцій.              |
|        | 1989 –       | Емілія-Романья        | Прапор являє собою білий прямокутник, в центрі якого розміщений білий квадрат із зеленою рамкою, який містить стилізоване зображення території Емілія-Романья. Під квадратом розміщена червона лінія та назва регіону італійською мовою. |
|        | 1992 –       | Калабрія              | Прапор являє собою темно-синє полотнище, у центрі якого розташовується герб Калабрії та назва регіону італійською мовою. |
|        | 1971 –       | Кампанія              | Прапор являє собою світло-синє полотнище, у центрі якого розташовується герб Кампанії. |
|        | 1992 –       | Лаціо                 | Прапор Лаціо складається з світло-блакитного прямокутника, у центрі якого розміщено герб Лаціо під золотою короною. Герб знаходиться між лаврових гілок. Під гербом знаходиться назва регіону італійською мовою. |
|        | 1997 –       | Лігурія               | Прапор складається з трьох вертикальних смуг зеленого, червоного і синього кольорів та герба регіону у центрі. |
|        | 1992 –       | Ломбардія             | Прапор складається з стилістичного зображення Камунської троянди на зеленому тлі. Зображення троянди біле, як символ світла. Зелений колір прапору символізує Паданську рівнину. |
|        | 1995 –       | Марке                 | Прапор являє собою біле полотнище, у центрі якого розташовується герб регіону та його назва італійською мовою. |
|        | 1995 –       | Молізе                | Прапор являє собою синє полотнище, у центрі якого розташовується герб Молізе та назва регіону італійською мовою. |
|        | 1995 –       | П'ємонт               | Прапор схожий на герб П'ємонту і відрізняється тільки своєю прямокутною формою та наявністю золотої бахроми і блакитною облямівкою. Білий хрест на червоному полі та синій колір — символи Савойської династії. |
|        | 1999 –       | Сардинія              | Прапор складається з червоного Георгіївського хреста на білому фоні, який ділить прапор на чотири квадрати. У кожному квадраті розміщено чорну голову із забинтованим лобом. Голови символізують перемогу Сардинії над маврами, які намагалися вторгнутися на острів.                                                                        |
|        | 2000 –       | Сицилія               | Прапор має прямокутну форму і характеризується наявністю тріскеліону з головою Медузи та трьох колосків пшениці в центрі. Колоски символізують родючість острова. Фон прапора ділиться на діагоналлю зліва направо, і пофарбовані в золотий колір (нижній лівий) і червоний (верхній правий). Кольори символізують міста Палермо і Корлеоне. |
|        | 1995 –       | Тоскана               | Прапор складається з білого прямокутника, в центрі якого розміщене зображення Пегаса; вище і нижче Пегаса розміщено вузькі червоні горизонтальні смуги. |
|        | 1983 –       | Трентіно-Альто-Адідже | Прапор складається з двох рівнозначних горизонтальних смуг білого (вгорі) і синього кольорів та герба регіону у центрі. |
|        | 2003 –       | Умбрія                | Прапор являє собою зелене полотнище, у центрі якого розташовується герб Умбрії. |
|        | 2001 –       | Фріулі-Венеція-Джулія | Прапор складається з світло-блакитного прямокутника, у центрі якого розміщено герб регіону. |